# Ich bin ein Berliner
Ich bin ein Berliner („Аз съм берлинчанин“) е цитат от реч на Джон Ф. Кенеди, произнесена в Западен Берлин на 26 юни 1963 г.
В нея той подчертава подкрепата на Съединените щати за демократичен Западен Берлин скоро след като подкрепяната от Съветския съюз комунистическа Източна Германия издига Берлинската стена като бариера срещу преминаването от Източен в Западен Берлин.
Считана за една от най-добрите на Кенеди, речта е паметен момент от Студената война. Тя повдига духа на западноберлинчани, които живеят в анклав, дълбоко в територията на Източна Германия и се опасяват от възможна източногерманска окупация. От балкона на Ратхаус Шьонеберг (Районното Кметство Шьонеберг) Кенеди казва:
| „ | Преди две хиляди години най-гордата хвалба била civis romanus sum. Днес, в света на свободата, най-гордата хвалба е „Ich bin ein Berliner“... Всички свободни хора, където и да живеят, са граждани на Берлин и следователно, като свободен човек, аз изпитвам гордост от думите „Ich bin ein Berliner!“ | “ |

Кенеди измисля фразата в последния момент, както и идеята да я изрече на немски. Той иска от преводача си Робърт X. Локнър да преведе „Аз съм берлинчанин“, качвайки се по стълбите на Кметството. С негова помощ Кенеди изрича фразата в служебния кабинет на кмета Вили Бранд и си прави „пищов“.
Предизвикателното послание е предназначено както за Съветите, така и за берлинчани. Речта на Кенеди за пръв път признава реалността, че Берлин не е под обща окупация, а е трайно разделен на Източна и Западна зона.
Площадът пред Градската зала е наречен Джон Ф. Кенеди плац.

## Произход и вдъхновение
Кенеди не за първи път използва реторично тези реплики. Една година преди това в Ню Орлиънс той прави сравнение с фразата „Аз съм римлянин“ и подчератва, че в модерни времена всеки човек служил на идеята на свободата е американец.
Краят на речта има близост с една идея на Жул Верн:
| „                                                        | - Този индиец, – каза капитанът – живее в една страна на потисничеството. И всички потиснати хора, където и да живеят, са граждани на тази страна Индия, и затова като един потиснат човек аз до последния си дъх гордо ще казвам: 'Аз съм индиец!' | “ |
| Двадесет хиляди левги под водата, 16. гл. последен пасаж | |   |

По време на гражданските войни в Югославия през 1990-те години държавния секретар на САЩ Мадлин Олбрайт изтъквайки, че не иска да звучи нескромна използвайки тази реторика, тя се солидаризира с бошняшкото население казвайки: „Ja sam Sarajevka!“
- Президентът Кенеди в Берлин
- Западен Берлин 23 юни 1963
- „Пищовът“ на Кенеди
- Мемориална бронзова плоча поставена през 1964 г. до входа на Ратхаус Шьонеберг

## Градска легенда
Любима градска легенда е, че преводът, направен от Локнър или от самия Кенеди бил погрешен – по-правилно било „Ich bin (auch) Berliner“ – защото така формулирана, фразата означавала „Аз съм поничка“ и така той бил се изложил. Тази легенда се е образувала в Америка, където познават понички под късото название "берлински“, наричат наденички „франкфуртски“ и т.н. докато никой немец не би бил в състояние да разбере грешно казаното от Кенеди. Заподозрените понички в тази част на Германия около Берлин никой не ги нарича така, а Pfannkuchen. В немския език Pfannkuchen обичайно се използва за палачинки, докато понички в останалата част на Германия се наричат Kreppel, Krapfen или изрично заради регионалните разминавания Berliner Pfannkuchen (берлински понички).
Въпреки това в немската граматика няма правило забраняващо използването на неопределен член като ein, точно обратно неопределен член се употребява при изтъкването на един екземпляр от определена група, докато фразата „Ich bin Berliner“ има обичаен оттенък в смисъла „Аз съм (по произход) от Берлин“.
Както и да е, смисълът на фразата се разбира от присъстващите и тя остава в историята като символ на ангажираността и подкрепата на САЩ за Германия и западния свят като цяло.